# Hermann T. Antoni
Hermann T. Antoni (* 21. August 1929; † 18. August 2019) war ein deutscher Physiologe und Hochschullehrer.

## Biografie
Antoni begann 1956 seine berufliche und wissenschaftliche Karriere  nach seiner Promotion an der Universität Freiburg zum Dr. med. Nach der Medizinalassistentenzeit am Städtischen Krankenhaus in Baden-Baden und an der Frauenklinik der Universität Freiburg erhielt er 1957 die Approbation als Arzt. Danach arbeitete er als Assistent am Physiologischen Institut der Freiburger Universität und wurde Mitarbeiter des gerade neu berufenen Physiologen Albrecht Fleckenstein. Habilitiert hat sich Antoni im Fachgebiet Physiologie und die Lehrberechtigung erhielt er 1964. Sein Hauptarbeitsgebiet war die Elektrophysiologie des Herzens. 1969 erhielt er einen Ruf auf das Ordinariat für Physiologie an der Universität Frankfurt/Main als Nachfolger von Karl Wezler. Fünf Jahre später erhielt er einen Ruf auf das neu geschaffene zweite Ordinariat der Physiologie an der Universität Freiburg, dem er 1975 folgte.
Er war der achte Träger des Paul-Morawitz-Preises.